# Kabhresthali
Kabhresthali es un pueblo ubicado en el distrito de Katmandú, provincia de Bagmati, Nepal.

## Superficie
Cuenta con una superficie de 8,5 kilómetros cuadrados.

## Demografía
Datos hasta 2015
- Población: 9126 habitantes.[1]
- Densidad de población: 1,068 habitantes por kilómetro cuadrado.[1]
- Población masculina: 4529 (49,6%).[1]
- Población femenina: 4597 (50,4%).[1]